# Кривня (Ивано-Франковская область)
Кривня (укр. Кривня) — село в Рогатинской городской общине Ивано-Франковского района Ивано-Франковской области Украины.
Население по переписи 2001 года составляло 194 человека. Занимает площадь 4,764 км². Почтовый индекс — 77020. Телефонный код — 03435.